# جامعة سانت لويس في مدريد
جامعة سانت لويس في مدريد (بالإنجليزية: Saint Louis University Madrid Campus)‏ هي الفرع الإسباني لجامعة سانت لويس الأميركية اليسوعية التي تأسست في سنة 1818. بدأ حرم مدريد بمثابة برنامج دراسة في الخارج لجامعة سانت لويس في الستينيات وحصل على اعتراف رسمي كجامعة في إسبانيا في عام 1996.

## ألجامعة
جامعة سانت لويس معترف بها رسميا من قبل وزارة التربية والتعليم والثقافة في مدريد، وفيها طلاب من أكثر من 65 دولة مختلفة. الجامعة الأميركية اليسوعية مصنفة من بين أفضل المؤسسات التعليمية العليا والبحوث ال100 في الولايات المتحدة. موزعة على حرمين جامعيين: حرم جامعة سانت لويس في الولايات المتحدة وحرم مدريد في إسبانيا، جامعة يسجل أكثر من 11000 طالب وأكثر من 650 منهم يتابعون دراستهم في مدريد.

## تاريخ
بدأ الحرم الجامعي مدريد برنامجا متواضعا للدراسة في الخارج أسسه الأب ريموند سويفانث في الستينيات. وشجع نجاح البرنامج الأولي الطبقات تقدم الأب سويفانث بالتعاون مع جامعة كومياس ولاحقا لإنشاء الحرم الجامعي في مدريد كبرنامج دائم ومستقل في منشأة تقع بين جامعة كومبلوتنسه ومركز المدينة في عام 1967. اجتذب البرنامج العام لدورات العلوم الإنسانية المقدمة للطلاب في مدريد الإسبانية، وخلال عقد من الزمان أصبحت الجامعة موطنا لمئات من الطلاب الذين كانوا في العامين الأولين الجامعية في مدريد.
قاد نجاح مفهوم الجامعة اليسوعية الاميركية في مدريد في جامعة لبناء الحرم الجامعي نفسه. اكتسب المباني التي تسمى اليوم الآب والآب وروبيو في عام 1996 كانت أول جامعة أمريكي معترف بها رسميا من قبل وزارة التربية والتعليم والثقافة في مجتمع مدريد. منذ ذلك الحين، بالإضافة إلى الطلاب الأجانب وبرامج التبادل للطلاب في مختلف أنحاء العالم لبدء الدراسة في مدريد. حرم مدريد يقدم المؤهلات المعتمدة التي تعكس تركيزه الدولي، بما في ذلك إدارة الأعمال الدولية، والاتصالات، السياسية، الاقتصاد، اللغة الإنجليزية واللغة الإسبانية. اليوم، ومن المسلم به على نطاق واسع جامعة سانت لويس في مدريد كمركز للتعليم الدولي في إسبانيا ملتزمة المثل العليا للخدمة والقيادة للطلاب، وقد دعت هيئة التدريس والموظفين منذ 

## الخدمات والمباني

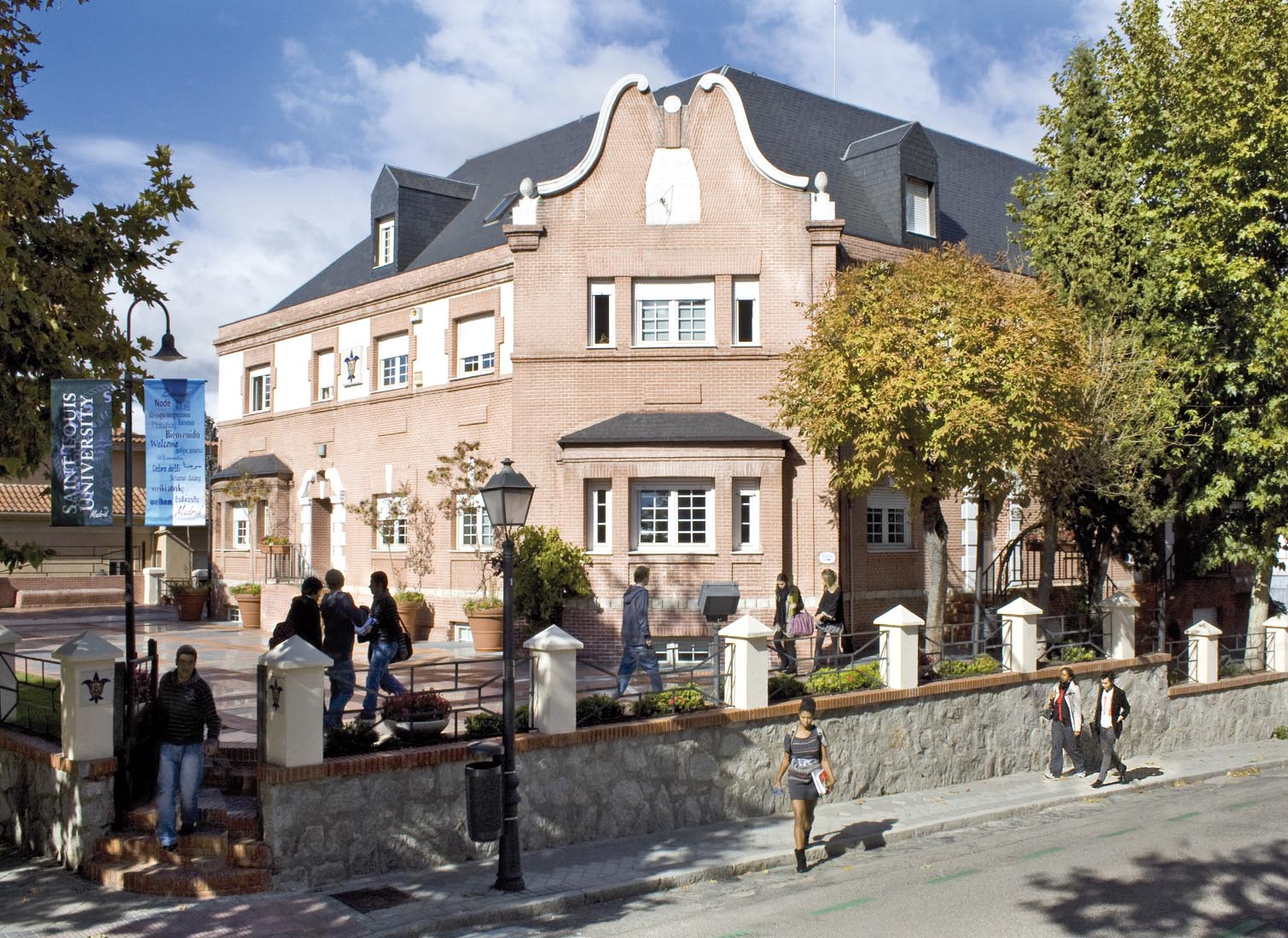
Façade of SLU Madrid Campus, Padre Arrupe Hall

يتألف الحرم الجامعي من أربعة مباني رئيسية هي: بادرة اروبه هال، 
The campus comprises four buildings: Padre Arrupe Hall, Manresa Hall, إغناطيوس دي لويولا Hall and Padre Rubio Hall. These four buildings house classrooms, faculty and staff offices, student lounge and study areas, computer rooms, science labs, a cafeteria, a bookstore, an art studio, and a library
http://spain.slu.edu

## البيليكان Billiken
وBillikenالبيليكان هو تميمة الجامعة سانت لويس الرسمي منذ 100 سنة، وهناك نشرة أخبار Billiken حرم مدريد الإلكترونية.

## برامج الدرجة الجامعية
حرم مدريد يقدم برامج الدرجات العلمية التالية :
- التخصصات:

• إدارة الأعمال / إدارة الأعمال الدولية

• العلوم السياسية / العلاقات الدولية

• اللغة الإسبانية وآدابها

• الاتصالات

• اللغة الإنجليزية (فصل دراسي واحد في سانت لويس، ميسوري في الولايات المتحدة)

• الاقتصاد

بالإضافة إلى شهادة برامج مدريد الحرم الجامعي، جامعة سانت لويس يقدم أكثر من 85 التخصصات التي يمكن أن تنتهي مع ما يقرب من أربعة فصول دراسية للدراسة في الحرم الجامعي مدريد قبل أن ينتقل إلى سانت لويس في الحرم الجامعي لاستكمالها.
- برامج الشهادات:

• الدراسات الأيبيرية الأمريكية

• إدارة الأعمال
- برامج الدراسات العليا :

• ماجستير في الآداب في الإسبانية

• ماجستير في الآداب في اللغة الإنجليزية

زورو الموقع الرئيسي للجامعة للمزيد من المعلومات عن البرامج الدراسية المتوفرة لدينا.

## دراسات ما بعد التخرج
تتاح برامج الماجستير في الأدب الإنجليزي واللغة الإسبانية وآدابها.
جامعة سانت لويس تتيح فرصة إكمال جميع المقررات المطلوبة لبرنامج الماجستير في اللغة الإسبانية في الحرم الجامعي في مدريد. يمكن للطلاب أيضا إكمال متطلبات درجة الماجستير في الإسبانية من خلال الجمع بين الدراسة في الحرم الجامعي مدريد والولايات المتحدة.
البرنامج الدراسي في الحرم الجامعي يوفر التركيز على الإسباني وأمريكا اللاتينية والثقافة واللغة والأدب، مع التركيز بشكل خاص على هذا الأخير. تم تصميم البرنامج لحاملي شهادة البكالوريوس بالإسبانية أو في ميدان ذي صلة، والمربين واللغة، وعلماء الأدبية

## البحوث
يمكن الحصول على المنح البحثية المتوفرة في جامعة سانت لويس في ميسوري على هذا الموقع (التي تقدمها حكومة الولايات المتحدة، والجامعات والمؤسسات الأخرى).

## وصلات خارجية
- Official web page
- Facebook page  على فيسبوك.